# Gare de Kőbánya felső
La gare de Kőbánya felső (en hongrois : Kőbánya felső vasútállomás) est une gare ferroviaire secondaire de Budapest. Elle dessert la Hungexpo.